# Jeon So-mi
Jeon So-mi (koreanisch 전소미; * 9. März 2001 als Ennik Somi Douma in Ontario, Kanada), auch bekannt unter ihrem Künstlernamen Somi, ist eine südkoreanische Popsängerin. Bekannt wurde sie durch ihre Teilnahme an den Castingshows Sixteen und Produce 101 sowie als Mitglied der Girlgroup I.O.I. Aktuell steht sie bei The Black Label unter Vertrag.

## Leben und Karriere
Jeon Somi wurde am 9. März 2001 als Ennik Somi Douma in Ontario, Kanada geboren. Ihre Mutter ist Koreanerin, ihr Vater der niederländisch-kanadische Fotojournalist und Schauspieler Matthew Douma. Sie hat eine jüngere Schwester. Aufgrund ihrer Abstammung besitzt Somi die koreanische, die kanadische und die niederländische Staatsbürgerschaft. Genau wie ihr Vater betreibt Somi seit ihrer Kindheit den Kampfsport Taekwondo. Sie hält momentan den 3. Dan. 
2014 erschien sie zusammen mit ihrem Vater und ihrer Schwester kurz am Ende des Films Ode to My Father. 
Somi besucht die Hanlim Multi Art School in Seoul.
2015 nahm Somi als Trainee von JYP Entertainment an der Fernsehshow Sixteen teil, in der die Girlgroup Twice gegründet wurde. Sie schaffte es bis ins Finale, wurde aber nicht Mitglied der Gruppe. Von Januar bis April 2016 nahm sie an der Fernsehshow Produce 101 teil. In dieser Sendung kämpften 101 Trainees aus verschiedenen Agenturen um einen Platz in einer temporär geplanten Girlgroup. Somi wurde im Finale auf Platz 1 gewählt und debütierte im Mai 2016 mit I.O.I.
Im Januar 2017, kurz vor der Auflösung von I.O.I, bekam Somi einen Künstlervertrag von JYP Entertainment. Von Februar bis Mai 2017 nahm sie an der 2. Staffel der Fernsehshow Sisters’ Slam Dunk teil, wo sie mit den anderen Teilnehmerinnen die Girlgroup Unnies bildete und die Singles Right? und Lalala Song veröffentlichte. Right? schaffte es auf Platz 2 der Gaon Digital Charts. Von Mai bis Juni 2017 war sie in der Sendung Idol Drama Operation Team zu sehen, in der sie zusammen mit D.ana (von Sonamoo), Moonbyul (Mamamoo), Seulgi (Red Velvet), Kim So-hee (I.B.I), YooA (Oh My Girl) und Sujeong (Lovelyz) Drehbücher für eine Webserie schrieb und alle zusammen unter dem Namen Girls Next Door die Single Deep Blue Eyes veröffentlichten. Von Oktober 2016 bis April 2017 moderierte sie zusammen mit Woo-shin von UP10TION die Musiksendung The Show.
Am 20. August 2018 gab JYP Entertainment die Auflösung des Vertrages mit Somi bekannt. Einen Monat später unterschrieb sie einen Vertrag bei The Black Label, einem Sublabel von YG Entertainment. Am 13. Juni 2019 debütierte Somi als Solokünstlerin mit der Single Birthday.

## Diskografie

### Studioalben
| Jahr | Titel Musiklabel                 | Höchstplatzierung, Gesamtwochen, AuszeichnungChartsChartplatzierungen (Jahr, Titel, Musiklabel, Platzierungen, Wochen, Auszeichnungen, Anmerkungen) | Anmerkungen                            |
| Jahr | Titel Musiklabel                 | KR | Anmerkungen                            |
| ---- | -------------------------------- | --- | -------------------------------------- |
| 2021 | XOXO The Black Label, Interscope | KR6 (11 Wo.)KR | Erstveröffentlichung: 29. Oktober 2021 |

### EPs
| Jahr | Titel Musiklabel                      | Höchstplatzierung, Gesamtwochen, AuszeichnungChartsChartplatzierungen (Jahr, Titel, Musiklabel, Platzierungen, Wochen, Auszeichnungen, Anmerkungen) | Anmerkungen                          |
| Jahr | Titel Musiklabel                      | KR | Anmerkungen                          |
| ---- | ------------------------------------- | --- | ------------------------------------ |
| 2023 | Game Plan The Black Label, Interscope | KR10 (4 Wo.)KR | Erstveröffentlichung: 7. August 2023 |

### Singles
| Jahr | Titel Album               | Höchstplatzierung, Gesamtwochen, AuszeichnungChartsChartplatzierungen (Jahr, Titel, Album, Platzierungen, Wochen, Auszeichnungen, Anmerkungen) | Anmerkungen                                |
| Jahr | Titel Album               | KR | Anmerkungen                                |
| ---- | ------------------------- | --- | ------------------------------------------ |
| 2019 | Birthday XOXO             | KR22 (15 Wo.)KR | Erstveröffentlichung: 13. Juni 2019        |
| 2020 | What You Waiting For XOXO | KR53 (9 Wo.)KR | Erstveröffentlichung: 22. Juli 2020        |
| 2021 | Dumb Dumb XOXO            | KR8 (28 Wo.)KR | Erstveröffentlichung: 2. August 2021       |
| 2021 | XOXO                      | KR43 (5 Wo.)KR | Erstveröffentlichung: 29. Oktober 2021     |
| 2023 | Fast Forward Game Plan    | KR5 (34 Wo.)KR | Erstveröffentlichung: 7. August 2023       |
| 2023 | Ex-Mas –                  | — | Erstveröffentlichung: 2023 mit Big Naughty |
| 2024 | Ice Cream –               | KR157 (1 Wo.)KR | Erstveröffentlichung: 2024                 |

### Zusammenarbeiten
| Jahr | Titel Album                                 | Höchstplatzierung, Gesamtwochen, AuszeichnungChartsChartplatzierungen (Jahr, Titel, Album, Platzierungen, Wochen, Auszeichnungen, Anmerkungen) | Anmerkungen                                                             |
| Jahr | Titel Album                                 | KR | Anmerkungen                                                             |
| ---- | ------------------------------------------- | --- | ----------------------------------------------------------------------- |
| 2016 | Flower, Wind and You (꽃, 바람 그리고 너) – | KR42 (1 Wo.)KR | Erstveröffentlichung: 29. August 2016 mit Huihyeon, Yoojung und Chungha |
| 2017 | You, Who? (유후) –                          | KR16 (6 Wo.)KR | Erstveröffentlichung: 10. März 2017 mit Eric Nam                        |

### Gastbeiträge
| Jahr | Titel Album                       | Höchstplatzierung, Gesamtwochen, AuszeichnungChartsChartplatzierungen (Jahr, Titel, Album, Platzierungen, Wochen, Auszeichnungen, Anmerkungen) | Anmerkungen                                        |
| Jahr | Titel Album                       | KR | Anmerkungen                                        |
| ---- | --------------------------------- | --- | -------------------------------------------------- |
| 2017 | From November to February My 20’s | — | Erstveröffentlichung: 30. November 2017 mit Jun. K |

## Auszeichnungen für Musikverkäufe
| Goldene Schallplatte - Brasilien - 2024: für die Single Dumb Dumb - 2024: für die Single What You Waiting For - 2025: für die Single Fast Forward |

| Land/RegionAuszeichnungen für Musikverkäufe (Land/Region, Auszeichnungen, Verkäufe, Quellen) | Gold     | Platin | Verkäufe | Quellen             |
| -------------------------------------------------------------------------------------------- | -------- | ------ | -------- | ------------------- |
| Brasilien (PMB)                                                                              | 3× Gold3 | —      | 60.000   | pro-musicabr.org.br |
| Insgesamt                                                                                    | 3× Gold3 | —      |          |                     |

## Filmografie

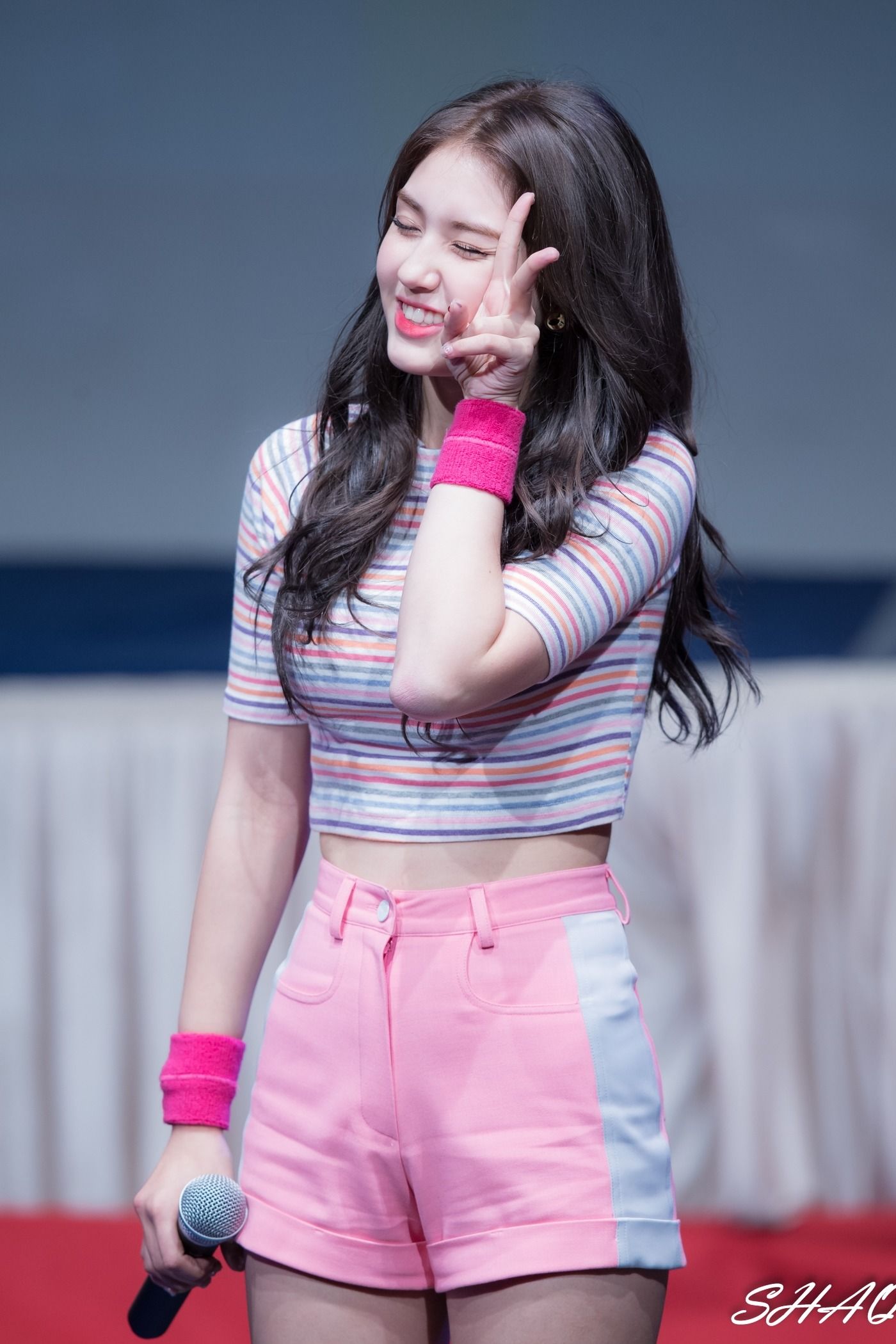
Somi (2016)

### Film
| Jahr | Titel            | Rolle                     | Quelle |
| ---- | ---------------- | ------------------------- | ------ |
| 2014 | Ode to My Father | Mak-soons älteste Tochter | [ 2 ]  |

### Fernsehen
| Jahr | Titel                        | Sender | Anmerkungen  | Quelle |
| ---- | ---------------------------- | ------ | ------------ | ------ |
| 2015 | Sixteen                      | Mnet   | Teilnehmerin | [ 15 ] |
| 2016 | Produce 101                  | Mnet   | Teilnehmerin | [ 15 ] |
| 2017 | Sister's Slam Dunk Staffel 2 | KBS2   | Besetzung    | [ 16 ] |
| 2017 | Idol Drama Operation Team    | KBS    | Besetzung    | [ 17 ] |
| 2018 | Produce 48                   | Mnet   | Episode 5    | [ 18 ] |

### Moderation
| Jahr    | Titel                            | Sender  | Anmerkungen                       | Quelle |
| ------- | -------------------------------- | ------- | --------------------------------- | ------ |
| 2016–17 | The Show                         | SBS MTV | mit Woo-shin                      | [ 19 ] |
| 2017    | 26. Seoul Music Awards           | KBS N   | mit Kim Hee-chul und Tak Jae-hoon | [ 20 ] |
| 2018    | Music-Bank-Welttournee in Berlin | KBS     | mit Park Bo-gum                   | [ 21 ] |

## Auszeichnungen

### Preisverleihungen
2017
- Korea First Brand Awards – CF Model[22]

2022
- Golden Disc Awards – Best Performance[23]
- Korea First Brand Awards – Best Female Solo Artist[24]

### Musik-Shows
| Jahr | Datum      | Titel                |
| ---- | ---------- | -------------------- |
| 2020 | 6. August  | What You Waiting For |
| 2021 | 12. August | Dumb Dumb            |